# DFB-Pokal der Frauen 2007-2008
La DFB-Pokal der Frauen 2007-2008 è stata la 28ª edizione della Coppa di Germania, organizzata dalla federazione calcistica della Germania (Deutscher Fußball-Bund - DFB) e riservata alle squadre femminili che partecipano ai campionati di primo e secondo livello, oltre a una selezione di squadre provenienti dalla Regionalliga a completamento organico, per un totale di 53 società.
La finale si è svolta all'Olympiastadion di Berlino il 19 aprile 2008, ed è stata vinta dal 1. FFC Francoforte per la settima volta nella sua storia sportiva, la seconda consecutiva, superando le avversarie del Saarbrücken, alla loro prima finale di Coppa, con il risultato di 5-1.

## Primo turno
Il sorteggio per il primo turno è stato effettuato il 7 luglio 2007. I biglietti sono stati estratti dall'ex commissario tecnico della nazionale tedesca femminile Tina Theune-Meyer. Gli incontri vennero disputati il 1º e il 2 settembre 2007. Il primo turno ha visto due squadre della serie inferiore prevalere aggiudicandosi il passaggio al turno successivo; il Brauweiler Pulheim (Frauen-Bundesliga), che ha perso 0-1 in casa del VfR 07 Limburg (Oberliga Hessen), e la neopromossa in 2. Frauen-Bundesliga Oldesloe 2000 che ha perso per 3-2 in casa del Mellendorfer (Oberliga Niedersachsen). Le restanti squadre di classe superiore hanno tutte vinto i loro scontri diretti.
| Squadra 1            | Risultato   | Squadra 2            |
| -------------------- | ----------- | -------------------- |
| Karlsruhe            | 0 - 1       | Regensburg           |
| Rehweiler-Matzenbach | 0 - 4       | Dirmingen            |
| Energie Cottbus      | 0 - 9       | Holstein Kiel        |
| Jahn Calden          | 1 - 3       | Lokomotive Lipsia    |
| Erzgebirge Aue       | 0 - 2       | Sand                 |
| Mellendorfer         | 3 - 2       | Oldesloe 2000        |
| FSV 02 Schwerin      | 2 - 9       | Borussia Friedenstal |
| SuS Timmel           | 0 - 3       | Gütersloh            |
| Lütgendortmund       | 1 - 3 (dts) | Victoria Gersten     |
| FSC Mönchengladbach  | 0 - 2       | TeBe Berlino         |
| Geestemünder         | 0 - 11      | Union Berlino        |
| Magdeburger FFC      | 1 - 6       | Wattenscheid 09      |
| Bergedorf 85         | 2 - 8       | Neubrandenburg       |
| Hegauer              | 0 - 4       | Hagsfeld             |
| Eutingen             | 2 - 6       | Saarbrücken          |
| Johannstadt 90       | 1 - 8       | Jena                 |
| 1. FFV Erfurt        | 2 - 6       | Niederkirchen        |
| TuS Ahrbach          | 1 - 2       | Wacker Monaco        |
| Fortuna Colonia      | 1 - 3       | TuS Köln rrh.        |
| Uengershausen        | 0 - 10      | Sindelfingen         |
| VfR 07 Limburg       | 1 - 0       | Brauweiler Pulheim   |

## Secondo turno
Dopo il sorteggio per gli abbinamenti effettuato il 7 settembre 2007, gli incontri del secondo turno si sono svolti il 20 e 21 ottobre 2007. Nella partita di punta di Essen c'era una nuova edizione delle semifinali dell'anno precedente. Di fronte a 1 450 spettatori, l'2001 Duisburg ha nuovamente avuto il sopravvento con il risultato di 5-1 sull'SG Essen-Schönebeck, ma questa volta sono bastati solo 90 minuti. Il VfR 07 Limburg ha creato la seconda sorpresa della competizione in corso con una vittoria per 1-0 sull'Hagsfeld di seconda divisione. La vittoria con maggior scarto è stata ottenuta dal Herforder, seconda divisione, che ha vinto 12-1 sul front runner della Regionalliga Nord, Mellendorfer, andando a segno per sei volte con Fiona Rolfs e cinque con Marie Pollmann.
| Squadra 1                          | Risultato | Squadra 2          |
| ---------------------------------- | --------- | ------------------ |
| Regensburg                         | 0 - 4     | Friburgo           |
| Wattenscheid 09                    | 1 - 6     | Turbine Potsdam    |
| Heike Rheine                       | 0 - 5     | Holstein Kiel      |
| Neubrandenburg                     | 1 - 2     | Lokomotive Lipsia  |
| Bayern Monaco                      | 6 - 0     | Dirmingen          |
| Mellendorfer                       | 1 - 12    | Herforder          |
| SG Essen-Schönebeck                | 1 - 5     | 2001 Duisburg      |
| TeBe Berlino                       | 2 - 1     | Union Berlino      |
| Template:Calcio femminile Wolfburg | 1 - 2     | Amburgo            |
| Gütersloh                          | 3 - 0     | Victoria Gersten   |
| VfR 07 Limburg                     | 1 - 0     | Hagsfeld           |
| Wacker Monaco                      | 0 - 3     | Bad Neuenahr       |
| Sindelfingen                       | 1 - 9     | 1. FFC Francoforte |
| Niederkirchen                      | 0 - 2     | TuS Köln rrh.      |
| Sand                               | 0 - 2     | Saarbrücken        |
| Jena                               | 0 - 1     | Crailsheim         |

## Ottavi di finale
Gli ottavi di finale sono stati sorteggiati il 29 ottobre 2007 e si sono giocati il 24 e il 25 novembre 2007. Per la squadra sorpresa del torneo, il VfR 07 Limburg, arriva la sconfitta casalinga per 2-0 contro il TuS Köln rrh. e la sua eliminazione. Il Bad Neuenahr e il Turbine Potsdam hanno disputato la partita più intensa del turno, con le prime che hanno preso il comando tre volte ma con la squadra di Potsdam capace di pareggiare ogni volta. Nei tempi supplementari Jessica Wich ed Essi Sainio hanno portato il Turbine Potsdam in vantaggio per 5-3, con il Bad Neuenahr che riduce le distanze con Sarah Schmitz prima che Anja Mittag, con la sua rete al 106', fissasse definitivamente il risultato sul 6-4 per la squadra ospite.
| Squadra 1          | Risultato   | Squadra 2            |
| ------------------ | ----------- | -------------------- |
| Gütersloh          | 6 - 0       | Lokomotive Lipsia    |
| 2001 Duisburg      | 5 - 0       | Borussia Friedenstal |
| Holstein Kiel      | 1 - 4       | Saarbrücken          |
| Crailsheim         | 3 - 2       | Amburgo              |
| 1. FFC Francoforte | 1 - 0       | TeBe Berlino         |
| VfR 07 Limburg     | 0 - 2       | TuS Köln rrh.        |
| Bayern Monaco      | 2 - 1       | Friburgo             |
| Bad Neuenahr       | 4 - 6 (dts) | Turbine Potsdam      |

## Quarti di finale
I quarti di finale sono stati sorteggiati il 29 novembre 2007 da Matthias Sammer e Reinhard Rauball, con gli incontri che vennero disputati il 16 dicembre 2007. Le detentrici della coppa del 1. FFC Francoforte hanno prevalso nella partita di vertice contro le sue eterni rivali del Turbine Potsdam. In questo turno spiccano i gesti tecnici dei due portieri Ulrike Schmetz, del Bayern Monaco, e Corinna Ernst, del TuS Köln rrh, capaci nei loro incontri di parare tre rigori ciascuna.
| Squadra 1       | Risultato       | Squadra 2          |
| --------------- | --------------- | ------------------ |
| Bayern Monaco   | 2 - 2 (5-2 dtr) | 2001 Duisburg      |
| Turbine Potsdam | 0 - 1           | 1. FFC Francoforte |
| Crailsheim      | 0 - 2           | Saarbrücken        |
| Gütersloh       | 1 - 1 (2-4 dtr) | TuS Köln rrh.      |

## Semifinali
Il sorteggio si è tenuto il 24 gennaio 2009 mentre gli incontri vennero disputati il successivo 23 e 24 marzo.
| Squadra 1     | Risultato | Squadra 2          |
| ------------- | --------- | ------------------ |
| TuS Köln rrh. | 0 - 2     | Saarbrücken        |
| Bayern Monaco | 0 - 4     | 1. FFC Francoforte |

## Finale
| Arbitro: | Daniela Schneider (Limbach-Oberfrohna) |

|          |           |                                                          |
| Budge 4’ | Marcatori | 22’ Wimbersky 50’, 59’ Pohlers 54’ Garefrekes 575’ Prinz |